# Orangerieschloss
Orangerieschloss (dansk: "Orangerislottet") er et lystslot beliggende i Park Sanssouci i Potsdam, Tyskland. Det er også kendt som Neue Orangerie. Slottet blev opført på vegne af Frederik Wilhelm 4. af Preussen mellem 1851 og 1864.

## Baggrund
Planlægningen af Orangerieschloss begyndte med en plan for en paradegade, som skulle begynde ved triumfbuen i den østlige ende af Sanssouciparken og ende ved Belvedere auf dem Klausberg. Forskellen i højderne skulle udlignes med viadukter. Med referencer til de eksisterende bygninger Bildergalerie og Neue Kammern fra Frederik den Stores tid skitserede flere bygninger, der skulle stå ved den to kilometer lange Via Triumphalis.
På grund af tidens politiske uro (Martsrevolutionen) og begrænsede midler blev det gigantiske projekt aldrig bragt til virkelighed. Kun Orangerieschloss og Triumphtor blev realiseret.

## Beskrivelse
Arkitekterne Friedrich August Stüler, Friedrich Ludwig Persius og Ludwig Ferdinand Hesse udformede selve slottet, som også blev opført efter deres tegninger. Bygningen, med dens 300 meter lange facade, var opført i italiensk nyrenæssancestil med inspiration fra Villa Medici i Rom og Uffizierne i Firenze.
Den midterste del af bygningen med sine dobbelte tårne er selve slottet. Bygningen er sat sammen med den 103 meter lange og 16 meter brede Pflanzenhallen med næsten gulv-til-loft-vinduer mod syd. I den vestlige hal er det oprindelige gulvvarmesystem stadig til stede og i brug. I alkover i havesiden i slotsannekset er der allegoriske statuer af månederne og sæsonerne. I slottets hjørne i enden af Orangerihallen var de kongelige lejligheder beliggende og tjenestefolkets værelser.
Foran peristylen fik Elisabeth Ludovika af Bayern, dronning af Preussen gennem sit ægteskab med Frederik Vilhem 4., rejst en statue af kongen in Memoriam efter hans død i 1861.
Mellem 1949 og 2010 husede slottets østlige vinge også dele af Brandenburgisches Landeshauptarchiv.

## Orangeriets interiør
Bag ved terasserne, i bygningens midte, ligger den over to etager høje Rafael-Saal. Den er baseret på Sala Regia i Vatikanet. Over et stort loftsvindue i skymalede lofter falder lys ned i slottets museumsværelser. På røde silketapetserede vægge hænder over halvtreds kopier af renæssancemalerier og freskoer. Frederik Vilhelm 4. arvede værkerne efter sin far, Frederik Vilhelm 3., og samlede værkerne her.
De kongelige lejligheder var gjort i senrokokostil med forbindelse på to sider af Rafael-Saal. De var tiltænkt som gæsteværelser til zar Nikolaj 1. af Rusland og hans kone, Charlotte af Preussen. Zarinaen var Frederik Vilhelm 4.'s yndlingssøster, som havde opgivet sit navn og hjemland ved sit ægteskab med den russiske zar.

## Havelandskabet
Haverne omkring Orangerieschloss blev designet efter den italienske renæssancestil af havearkitekt Peter Joseph Lenné. Mod vest, under annekset, designede han Paradiesgarten mellem 1843–44. Den indeholder eksotiske blomster og løvplanter. Atriummet, en lille bygning i midten af havekomplekset og udført i antik stil, blev bygget efter tegninger af Ludwig Persius i 1845. De nuværende botaniske haver, der blev anlagt i et symmetrisk mønster, benyttes af Universität Potsdam som undervisningshave.
De nordiske og sicilianske haver er beliggende mod øst. Disse markant forskellige havesektioner blev anlagt af Lenné mellem 1857 og 1860. Den mørke, effektive Nordische Garten, med dens nåletræer, skulle have været en del af den planlagte paradegade. Den Sizilianische Garten, med dens palmer, myrter, laurbær, blomster, arkader og fontæner løber mod syd.

## Verdensarv
Siden 1990 har Orangerieschloss været optaget på UNESCO's Verdensarvsliste under "Schlösser und Parks von Potsdam und Berlin". Slottet er administreret af Stiftung Preußische Schlösser und Gärten Berlin-Brandenburg, som ofte forkortes SPSG.